# Pristimantis aureolineatus
Pristimantis aureolineatus es una especie de anfibio anuro de la familia Craugastoridae.

## Distribución
Esta especie habita a menos de 350 m de altitud en la cuenca alta del Amazonas:
- en Perú en la región de Loreto;
- en Ecuador en las provincias de Sucumbíos, Napo, Orellana y Pastaza.[4]

## Descripción
Los machos miden de 19.7 a 28.8 mm y las hembras de 26.3 a 30.5 mm.

## Publicación original
- Guayasamin, Ron, Cisneros-Heredia, Lamar & McCracken, 2006 : A new species of frog of the Eleutherodactylus lacrimosus assemblage (Leptodactylidae) from the western Amazon Basin, with comments on the utility of canopy surveys in lowland rainforest. Herpetologica, vol. 62, n.º 2, p. 191-202[5]